# Francis Beckett
Francis Beckett, född 26 mars 1868, död 12 juli 1943, var en dansk konsthistoriker.
Becker verkade dels som lärare vid universitetet, dels som museiman, och var från 1915 direktör för statens avgjutningssamling i Kunstmuseet, Köpenhamn. Beckett utgav bland annat praktverken Altertavler i Danmark fra den senere Middelalder (1897) och Danske Herreborge (1904) samt författat Renaissancens og Kunstens Historie i Danmark (1897), Verdenskunstens Historie i Grundtræk (1911, ny upplaga 1918), Frederiksborgs Historie (1914-18), Uraniborg och Stjærneborg (1921) samt Danmarks Kunst (1924-).

## Utmärkelser
- Riddare av Dannebrogorden,  1924[2]
- Dannebrogsmännens hederstecken,  1927[2]

[Redigera Wikidata]